# 亞東洋花花介
亞東洋花花介（学名：Callistocythere subjaponica）为細花介科花花介屬下的一个种。